# Dhrupad

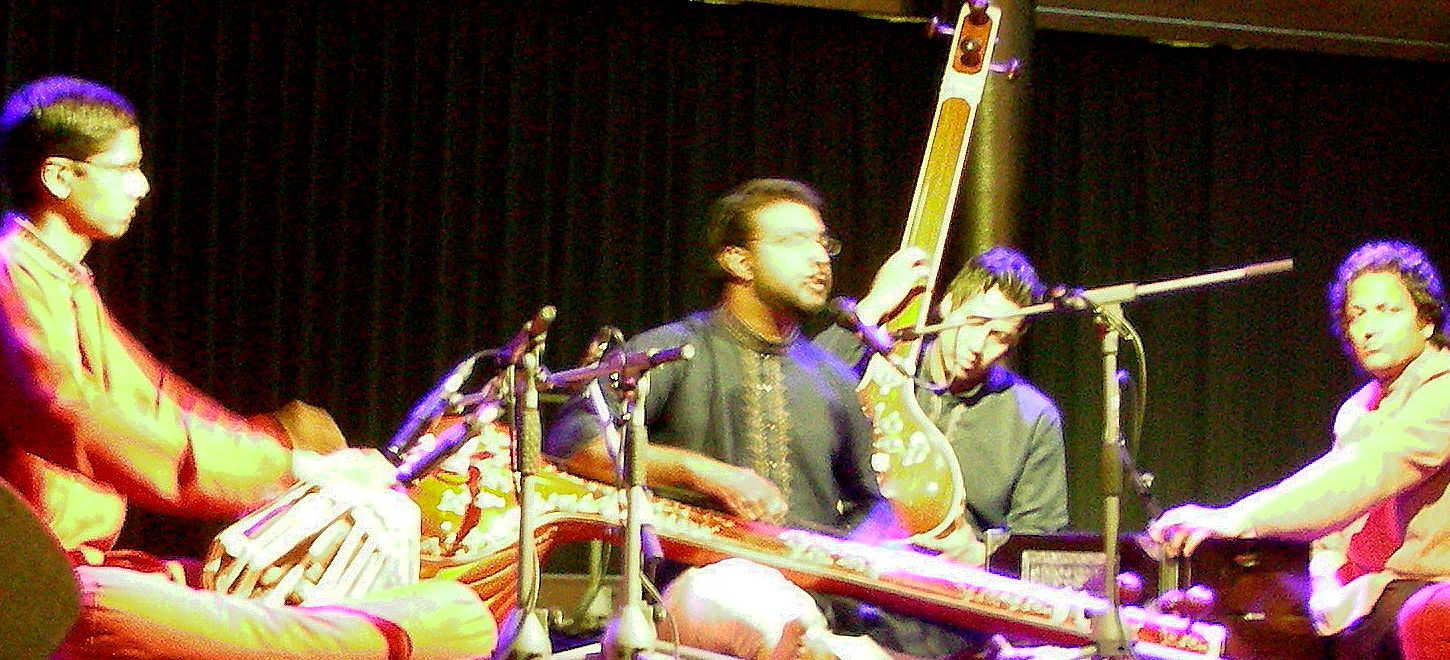
Koncert dhrupadu

Dhrupad (hindi: ध्रुपद) – jedna z najstarszych odmian indyjskiej muzyki klasycznej. Nazwa pochodzi od sanskryckiego dhruva-pada, czyli po prostu refren. Współcześnie termin ten oznacza zarówno rodzaj poezji, jak i styl muzyczny związany z poezją śpiewaną. Utwór śpiewany jest przy akompaniamencie instrumentów perkusyjnych, takich jak pakhawadź, mridanga czy dholaka, ale nie tabli, która jest związana z inną formą muzyczną, chjalem.
Dhrupad, w swojej współczesnej formie, opiera się głównie na alapie (wokalnej części improwizowanej, która może trwać nawet ponad godzinę, bez akompaniamentu instrumentów). Alap w dhrupadzie śpiewany jest w powolnym tempie bez słów, wykorzystuje się tylko dźwięczne ciągi sylab, w popularnym odczuciu wywodzące się z mantr. Pozostałe części to dźor (ze stałym rytmem wygrywanym na bębnie), oraz dźhala, nazywanego też nomtom charakteryzujące się ogromnym przyspieszeniem tempa i użyciem specjalnych ozdobników wokalnych, zwanych gamaka. 
Tradycyjnie jedynym instrumentem poza bębnami wyznaczającymi metrum jest rudra vina. Współcześnie niektórzy muzycy wykorzystują także inne instrumenty, jak tanpura (zazwyczaj dwie).